# Johnstone Kipkoech
Johnstone Kipkoech (né le 20 décembre 1968) est un athlète kényan, spécialiste du 3 000 m steeple. 

## Biographie
Médaillé d'argent du 2 000 m steeple lors des championnats du monde juniors de 1986, il se classe troisième du 3 000 m steeple lors des Jeux africains de 1991.
En 1994, il remporte la médaille d'or du 3 000 m steeple lors des Jeux du Commonwealth de 2002, à Victoria. 

### Palmarès
| Date | Compétition                   | Lieu     | Résultat | Épreuve         | Temps         |
| ---- | ----------------------------- | -------- | -------- | --------------- | ------------- |
| 1986 | Championnats du monde juniors | Athènes  | 2e       | 2 000 m steeple | 5 min 29 s 56 |
| 1991 | Jeux africains                | Le Caire | 3e       | 3 000 m steeple | 8 min 33 s 88 |
| 1994 | Jeux du Commonwealth          | Victoria | 1er      | 3 000 m steeple | 8 min 14 s 72 |

### Records
| Épreuve         | Temps        | Lieu      | Date         |
| --------------- | ------------ | --------- | ------------ |
| 3 000 m steeple | 8 min 9 s 54 | Bruxelles | 25 août 1995 |